# Арраф, Джейн
Джейн Арраф (англ. Jane Arraf; род. XX век) — канадская журналистка палестинского происхождения. Сотрудник NPR. Бывшая глава бюро газеты The New York Times в Багдаде.

## Образование
Изучала журналистику в Карлтонском университете в Оттаве, Канада.

## Карьера
Начала свою карьеру в агентстве Рейтер, где она была корреспондентом в Монреале, Канада, редактором в Нью-Йорке и Вашингтоне, и репортёром, продюсером Reuters Financial Television (RFTV) в Вашингтоне. Освещала Белый дом, Капитолийский холм и Министерство финансов США. С 1990 по 1993 год Арраф являлась главой бюро Рейтер в Иордании. С 1991 года освещала Ирак. 
В 1998 году присоединилась к каналу CNN, возглавив его бюро в Багдаде, Ирак. После Войны в Персидском заливе в течение нескольких лет Арраф была единственным западным корреспондентом в Ираке. Там она освещала войну, первые выборы после войны, кризис, санкции и взрыв в штабе ООН. В 2001 году переехала в Стамбул, Турция, став там главой бюро CNN. В 2002 году вернулась в Багдад и освещала протесты семей, которые требовали информацию о своих пропавших сыновьях. Осенью 2002 года правительство Ирака выслало её из страны. Арраф вернулась в Турцию, а после окончания масштабных боевых действий снова возглавила бюро CNN в Багдаде. В 2004 году она стала старшим корреспондентом в Багдаде.
В 2016 году Арраф присоединилась к организации National Public Radio (NPR). До NPR она работала на NBC, PBS NewsHour и Al Jazeera English. Также была корреспондентом The Christian Science Monitor.
В 2020 году присоединилась к газете The New York Times, став главой бюро в Багдаде.